# Islám Slimaní
Islám Slimaní (arabsky إسلام سليماني‎; * 18. června 1988 Alžír) je alžírský profesionální fotbalista, který hraje na pozici útočníka za portugalský klub Sporting CP a za alžírský národní tým. Účastník Mistrovství světa 2014 v Brazílii.

## Klubová kariéra
Slimaní hrál v Alžírsku za kluby JSM Chéraga a CR Belouizdad. V srpnu 2013 přestoupil do portugalského týmu Sporting Lisabon.
V srpnu 2016 podepsal pětiletou smlouvu s úřadujícím šampionem anglické Premier League, Leicesterem City. V únoru 2018 odešel na hostování do Newcastle United.

## Reprezentační kariéra
Islám Slimaní reprezentuje Alžírsko, v národním týmu „pouštních lišek“ (jak se alžírské fotbalové reprezentaci přezdívá) debutoval v roce 2012.
Bosenský trenér Alžírska Vahid Halilhodžić jej vzal na Mistrovství světa 2014 v Brazílii. Ve druhém utkání Alžírska v základní skupině H proti Jižní Koreji vstřelil úvodní gól, Alžířané přehráli svého asijského soka poměrem 4:2. Zároveň byl ohodnocen jako „muž zápasu“. Alžírsko se dočkalo po úvodní prohře s Belgií (1:2) první výhry na šampionátu. V zápase s Ruskem vstřelil hlavou vyrovnávající gól na konečných 1:1, remíza znamenala historicky první postup Alžírska do osmifinále MS na úkor Ruska. Podruhé na turnaji byl zvolen „mužem zápasu“. V osmifinálovém střetnutí vypadli Alžířané s Německem po výsledku 1:2 po prodloužení. Slimaní vstřelil v 17. minutě gól, který nebyl uznán pro ofsajd.